# Volcà de Sant Marc
El Volcà de Sant Marc és un antic volcà situat al municipi de Sant Feliu de Pallerols, a la comarca catalana de la Garrotxa.